# Athletic Club 2015-2016
Questa voce raccoglie le informazioni dell'Athletic Bilbao nelle competizioni ufficiali della stagione 2015-2016.

## Stagione
Per il club basco si tratta dell'85ª stagione nella Liga, dalla quale non è mai retrocesso e per un'ulteriore stagione rimane una delle tre squadre spagnole (le altre sono Real Madrid e Barcellona) ad aver sempre militato nella massima divisione spagnola.
La stagione si apre con la vittoria della Supercoppa di Spagna contro il Barcellona. I baschi tornano a vincere un trofeo ufficiale dopo 31 anni.

## Rosa
Rosa e numerazione sono aggiornate al 4 febbraio 2016.
| N. |                    | Ruolo | Calciatore                    |
| -- | ------------------ | ----- | ----------------------------- |
| 1  | Spagna (bandiera)  | P     | Gorka Iraizoz (vice capitano) |
| 2  | Spagna (bandiera)  | D     | Eneko Bóveda                  |
| 3  | Spagna (bandiera)  | C     | Gorka Elustondo               |
| 4  | Francia (bandiera) | D     | Aymeric Laporte               |
| 5  | Spagna (bandiera)  | C     | Javier Eraso                  |
| 6  | Spagna (bandiera)  | D     | Mikel San José                |
| 7  | Spagna (bandiera)  | C     | Beñat Etxebarria              |
| 8  | Spagna (bandiera)  | C     | Ander Iturraspe               |
| 10 | Spagna (bandiera)  | C     | Óscar de Marcos               |
| 11 | Spagna (bandiera)  | A     | Ibai Gómez                    |
| 13 | Spagna (bandiera)  | P     | Iago Herrerín                 |
| 14 | Spagna (bandiera)  | C     | Markel Susaeta                |
| 15 | Spagna (bandiera)  | A     | Iñaki Williams                |

| N. |                   | Ruolo | Calciatore\|              |
| -- | ----------------- | ----- | ------------------------- |
| 16 | Spagna (bandiera) | D     | Xabier Etxeita            |
| 17 | Spagna (bandiera) | C     | Mikel Rico                |
| 18 | Spagna (bandiera) | D     | Carlos Gurpegi (capitano) |
| 19 | Spagna (bandiera) | A     | Iker Muniain              |
| 20 | Spagna (bandiera) | A     | Aritz Aduriz              |
| 21 | Spagna (bandiera) | A     | Borja Viguera             |
| 22 | Spagna (bandiera) | C     | Raúl García               |
| 23 | Spagna (bandiera) | C     | Ager Aketxe               |
| 24 | Spagna (bandiera) | D     | Mikel Balenziaga          |
| 25 | Spagna (bandiera) | A     | Sabin Merino              |
| 29 | Spagna (bandiera) | C     | Unai López                |
| 30 | Spagna (bandiera) | D     | Iñigo Lekue               |
| 32 | Spagna (bandiera) | D     | Jonás Ramalho             |

## Risultati

### Supercoppa di Spagna
| Arbitro: | José Luis González González |

|                                          |           |  |
| San José 13’ Aduriz 53’, 60’, 67’ (rig.) | Marcatori |  |

| Arbitro: | Carlos Velasco Carballo |

|           |           |            |
| Messi 43’ | Marcatori | 74’ Aduriz |